# Нанкайский жёлоб
Нанкайский жёлоб (яп. 南海トラフ, Nankai Torafu, букв: Южноморский жёлоб) — подводный жёлоб, тянущийся вдоль юго-восточного японского побережья от острова Кюсю и вдоль южной части острова Хонсю, общей длиной примерно 900 км. В тектонике плит Нанкайский жёлоб отмечает зону субдукции, которая вызвана погружением плиты Филиппинского моря под расположенные на Евразийской плите Японские острова. Нанкайский жёлоб тянется примерно параллельно Японской срединной тектонической линии, которая проходит непосредственно по островам.
Значительные объёмы поступающих в жёлоб донных наносов уменьшают его глубину и сейсмозондирование позволило выявить наличие подводных гор, покрытых осадочными породами. В результате накопления донных наносов и тектонической активности в пределах Нанкайского жёлоба находится большое количество деформированных осадочных желобов, являющихся одним из лучших примеров аккреционной призмы на Земле.
Нанкайский жёлоб является источником разрушительных Нанкайских мегавзбросовых землетрясений, они всегда сопровождаются волнами цунами.